# Joseph Jesse
Franz Joseph Anton Jesse (* 8. Juni 1781 in Kempen; † 29. April 1849 in Saarlouis) war ein preußischer Landrat.

## Leben
Joseph Jesse war ein Sohn des Weinhändlers Franz Joseph Mathias Jesse aus Kempen und dessen Ehefrau Maria Agnes, geb. Zimmermann. Nach seiner schulischen oder sonstigen Ausbildung, über die nichts bekannt ist, wurde er am 10. Dezember 1807 zum Supernumerar (Beamtenanwärter) beim Domänen-Enregistrements- und Hypothekenbüro Krefeld ernannt. Vom 
7. Januar 1809 bis zum 1. April 1809 war er als interimistischer (deutsch zeitweiliger) Domänen- und Enregistrementsempfänger in Geldern tätig. Kurz darauf wurde er am 6. April 1809 zum Domänen-Verifikator (deutsch Beglaubiger) im großherzoglich-bergischen Rhein-Departement ernannt, bevor er zum 1. Januar 1812 Domänen-Inspektor des Sieg-Departements und zum 1. Januar 1814 als Domänen-Direktor des Rhein- und Mosel-Departements bestimmt wurde, nachfolgend wechselte er zum 1. Mai 1816 als Hilfsarbeiter (provisorischer Zollinspektor) an die Regierung Koblenz. Mittels Allerhöchster Kabinettsorder (AKO) vom 31. Juli 1821 zum Landrat des Landkreises Saarlouis ernannt, starb er dort nach fast 28-jähriger Amtszeit im Dienst.

## Familie
Joseph Jesse heiratete am 4. Oktober 1809 in Düsseldorf in der St.-Lambertus-Kirche Maria Agnes Adelheid von Kochs (* 7. Juni 1790 in Solingen; † 4. November 1855 in Saarlouis). Tochter von Bertram von Kochs und dessen Ehefrau Helena Margareta, geb. von Jesse (eine Verwandte 2. Grades).